# Região Metropolitana de Santarém
A Região Metropolitana de Santarém é uma região metropolitana no estado do Pará, instituída pela Lei  Complementar Estadual nº 079, de 17 de janeiro de 2012, localizada na região Oeste do Pará e compreende os municípios de Santarém, sua sede, Belterra e Mojuí dos Campos, é a segunda mais populosa..